# Tara Prentice
Tara Prentice (* 20. Dezember 1997 in Kalifornien) ist eine Wasserballspielerin aus den Vereinigten Staaten. Sie gewann bis 2024 zwei Titel bei Weltmeisterschaften sowie einen Titel bei Panamerikanischen Spielen.

## Sportliche Karriere
Die 1,80 Meter große Centerspielerin begann an der Murrieta Valley High School mit dem Wasserball. 2020 graduierte sie an der University of California, Irvine und ergänzte danach zwei Masters-Abschlüsse. 2022 beendete sie ihre Spielerinnenkarriere an der Universität. Mit insgesamt 242 erzielten Toren stellte sie einen Rekord an der UC Irvine auf. 2015 wurde Prentice Juniorenweltmeisterin. 2019 belegte sie mit der Studentinnenauswahl den achten Platz bei der Universiade in Neapel.
Erst bei der Weltmeisterschaft 2022 spielte sie erstmals bei einem großen Turnier in der Nationalmannschaft. Nach einem Viertelfinalsieg über die Spanierinnen und einem Halbfinalsieg über die Italienerinnen gewann das Team aus den Vereinigten Staaten im Finale mit 9:7 über die Ungarinnen. Prentice warf insgesamt fünf Tore. Im Jahr darauf bei der Weltmeisterschaft 2023 verlor die Mannschaft im Viertelfinale gegen die Italienerinnen und wurde nach den Platzierungsspielen Fünfte. Drei Monate später bei den Panamerikanischen Spielen 2023 gewann das US-Team vor den Kanadierinnen. Im Februar 2024 bei der Weltmeisterschaft in Doha siegte das US-Team im Viertelfinale gegen die Australierinnen und im Halbfinale gegen die Spanierinnen. Im Endspiel bezwang die Mannschaft die Ungarinnen mit 8:7. Prentice steuerte insgesamt neun Tore bei. Bei den Olympischen Spielen 2024 in Paris siegte die Mannschaft im Viertelfinale gegen die Ungarinnen. Nach einer Halbfinalniederlage gegen die Australierinnen verlor das US-Team das Spiel um Bronze gegen die Niederländerinnen. Prentice erzielte eins von ihren fünf Turniertoren im Viertelfinale.